# ルドルフ・カラツィオラ
オットー・ヴィルヘルム・ルドルフ・カラツィオラ（Otto Wilhelm Rudolf Caracciola, 1901年1月30日 - 1959年9月28日）は、1920年代から1950年代にかけて活躍したドイツのレーシングドライバー。
マスメディアによっては、「カラチオラ」「カラッツィオラ」と表記する場合がある。1930年代のシルバーアロー時代のメルセデス・ベンツを代表するドライバーであり、1930年代にヨーロッパ・ドライバーズチャンピオンを3回（1935年、1937年、1938年）、ヨーロッパヒルクライムチャンピオンを3回（1930年、1931年、1932年）獲得したほか、1938年には公道における最高速度記録を樹立した。

## 概要
カラツィオラは1930年代以前のドライバーの中で、タツィオ・ヌヴォラーリ、ベルント・ローゼマイヤーと並び称され、最高のドライバーの一人に数えられる人物である。レーシングドライバーとしてのキャリアのほとんどをメルセデスチーム（ダイムラー・ベンツの自社チーム）で走り、同チームの黄金期である1930年代のシルバーアロー時代のエースドライバーだったことで知られている。

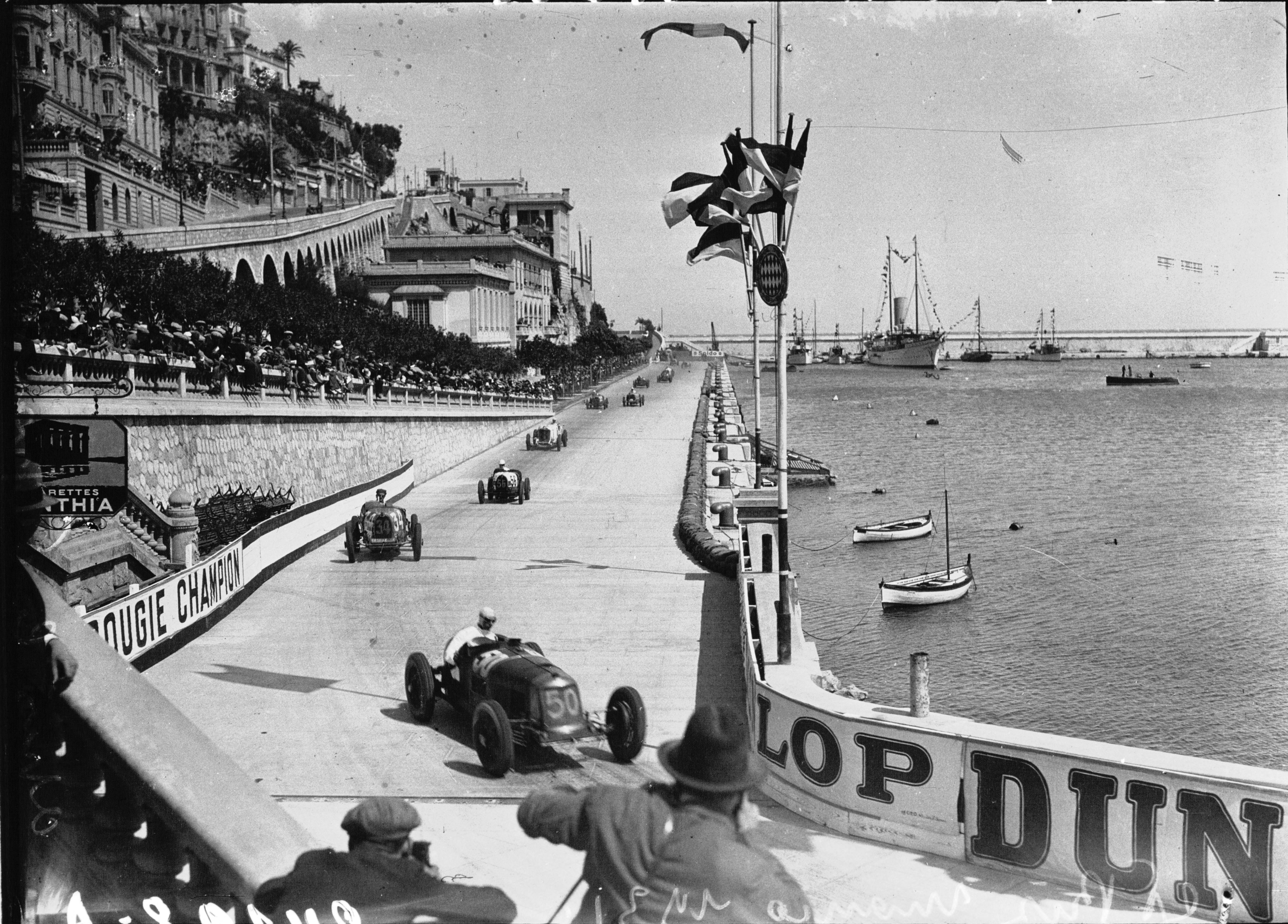
カラツィオラの事故が起きたタバココーナー手前の様子（写真は1931年）。

1923年にダイムラー社のメルセデスチームに加入し、1926年の第1回ドイツグランプリで優勝して頭角を現し、以降はチームのエースドライバーとなっていった。しかし、1933年モナコグランプリで練習走行中の事故により重傷を負ってしまう（→#1933年の事故）。この事故により右足が5cmも短くなるほどの後遺症が残ってしまうが、翌1934年、この年から「シルバーアロー」となったメルセデスチームに復帰し、再び同チームのエースドライバーとして活躍する。
ヨーロッパのレースは第二次世界大戦が始まる1939年まで続き、それまでの間、5回設けられたヨーロッパ・ドライバーズ選手権の内、カラツィオラはヨーロッパチャンピオンの称号を3回獲得した。当時のヨーロッパチャンピオンの称号は、今日のF1ワールドチャンピオンの称号に匹敵するとされている。カラツィオラは第二次世界大戦後にレースに復帰したが、1952年にスポーツカーレースで起きた事故で再び重傷を負ったことでレーシングドライバーとしては引退し（→#最後のレース）、F1を走ることはなかった。

### ドライバーとしての特徴
雨のレースにめっぽう強かったことから、「レーゲンマイスター」（"Der Regenmeister"）と呼ばれた。（→#レーゲンマイスター）
そのドライビングスタイルについては、同時代の名手として知られるタツィオ・ヌヴォラーリのような激しいものではなかったが、優れたコーナリングテクニックと巧みなクルマのコントロールにより、悠然とリードしてしまうものであったようである。（→#ドライビングスタイル）

### レース以外の活躍
ヒルクライムでも活躍し、AIACRヨーロッパヒルクライム選手権でチャンピオンタイトルを3回獲得した。
レース以外では、メルセデス・ベンツによる速度記録挑戦は全てのドライビングを任された。1938年1月28日にW125レコルトワーゲンでアウトバーン上の最高速度記録に挑戦し、時速432.7kmを記録している（→#公道最高速度記録の樹立）。これは2017年に破られるまで、80年近くに渡って公道上の最高速度記録だった。

## 経歴

### 生い立ち

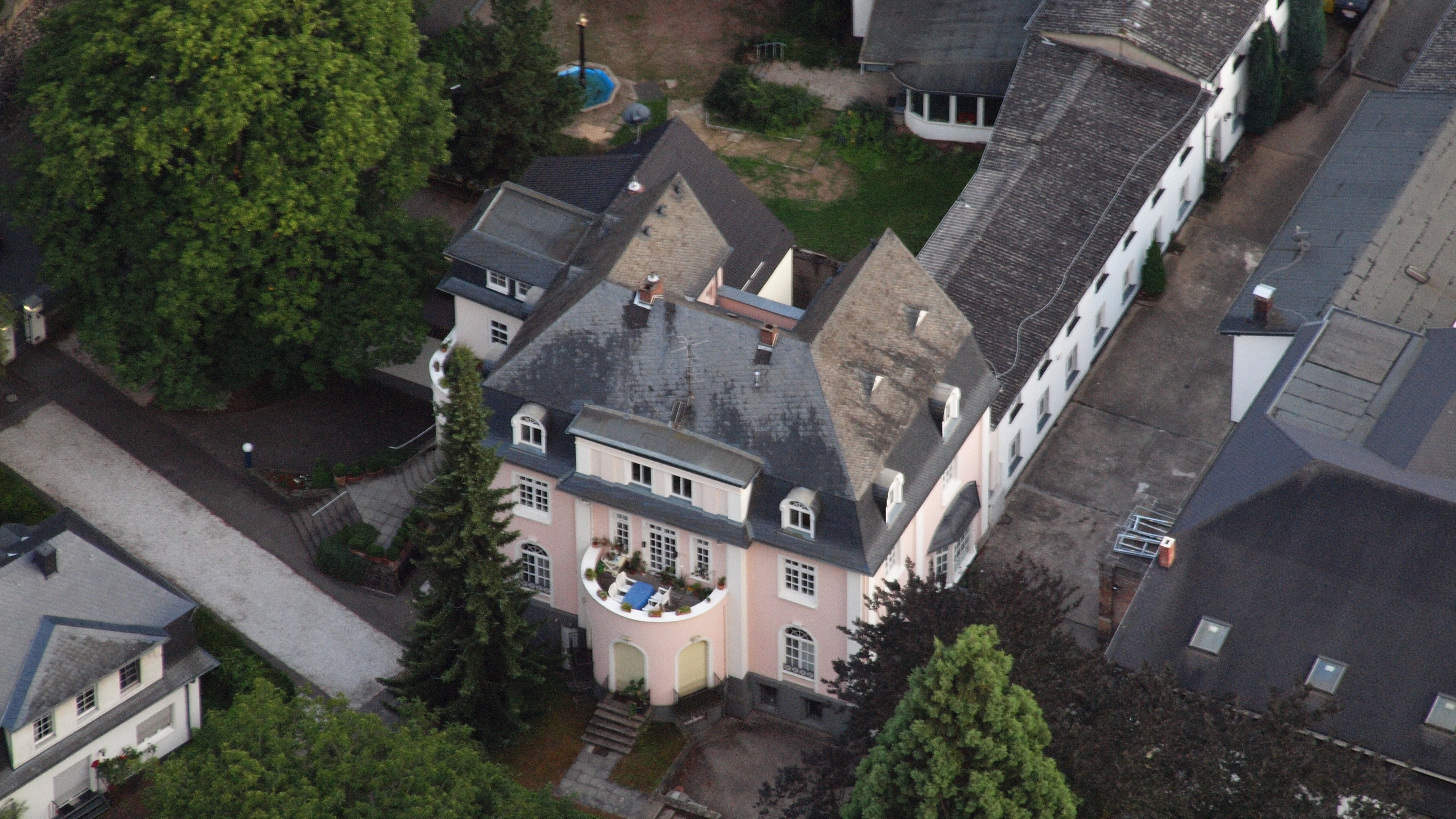
カラツィオラの生家

1901年1月30日、ドイツ帝国西部に位置するライン川沿岸の小都市レマーゲンで、同地でホテルを経営していた父オットー・マクシミリアンと母マチルデの第4子として生まれた。カラツィオラ家は17世紀初めの三十年戦争の頃にナポリからラインラントに移り住んだルーツを持ち、ドイツ人だがイタリア風の姓を持っていた。レマーゲンには祖父ヨハン・アウグスト・オットー・カラツィオラの代から暮らしており、同地でホテル業を興した祖父は町の名士の一人だった。
カラツィオラは幼少期から自動車に興味を持つ少年だった。第一次世界大戦（1914年 - 1918年）中に10代半ばのカラツィオラは当時のメルセデス車（メルセデス・ナイト）を運転する機会を得たことで、レーシングドライバーになることを決心した。
第一次世界大戦の終結後、学校を卒業したカラツィオラは、地元からもほど近いドイツ西端のアーヘンに所在するファフニール自動車工場で、整備士見習いの職に就いた。

### 初期の経歴

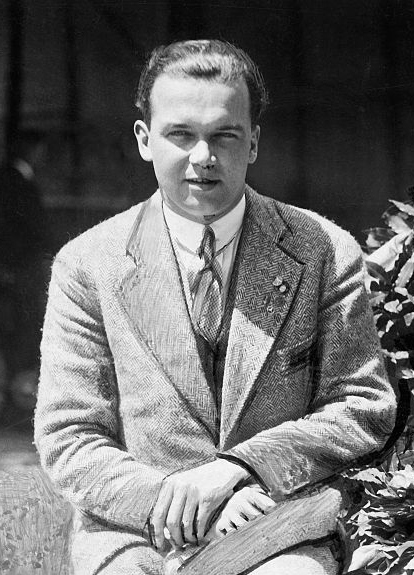
1928年

1922年、カラツィオラはアヴスのアマチュアレースで初めて自動車レースに参加し、翌月にリュッセルスハイムで行われたレースではミゼットカークラスで優勝を経験する。しかし、翌1923年3月、カラツィオラはアーヘンを占領していた連合国のベルギー軍士官たちと乱闘騒ぎを起こしたため、アーヘンを去ることになる。そして、伝手を頼ってドイツ東部ドレスデンに移り、そこでファフニールの代理店業を始めたが、この仕事は鳴かず飛ばずのものとなる（→#自動車販売）。
ドレスデンに移って早々に草レースで頭角を現したカラツィオラは、レース仲間の伝手でシュトゥットガルトのダイムラー（Daimler-Motoren-Gesellschaft, DMG）の重役に紹介され、自身をドライバーとして雇うよう売り込んだ。ダイムラーは機会を与え、当時の同社ワークスドライバーであるクリスティアン・ヴェルナーの監督の下で、カラツィオラはトライアルを行った。その走りへの評価は上々で、まずはダイムラーのドレスデン支店で自動車販売員として雇われることが決まり、1923年6月11日にダイムラーに入社した。レーシングドライバーとしての採用ではなかったためカラツィオラは不服だったが、社員となったことで同社のレーシングカーを借りてレースに出られるようになり、参戦したほとんどのレースで優勝した。
カラツィオラは小さなツーリングカーレースやスポーツカーレース、ヒルクライムで活躍し、1924年には本社のワークスチームにも補欠のリザーブドライバーとして登録され、チームへの帯同を許されるようになった。初めてリザーブドライバーとして参加したのは1924年10月のイタリアグランプリで、この時にカラツィオラの世話を焼いた（当時ワークスドライバーだった）アルフレート・ノイバウアーとは後に長い関係となる。

### メルセデス・ベンツ（1926年 - 1931年）
1926年6月にダイムラーとベンツが合併したことにより「ダイムラー・ベンツ」が設立され、同車の車両には「メルセデス・ベンツ」の名が付けられた。カラツィオラもまたこの年に大きな転機を迎え、ダイムラー・ベンツのワークスチーム（自動車会社が直接運営するチーム）であるメルセデスチームのエースドライバーとして台頭していくこととなる。

#### 1926年ドイツグランプリ

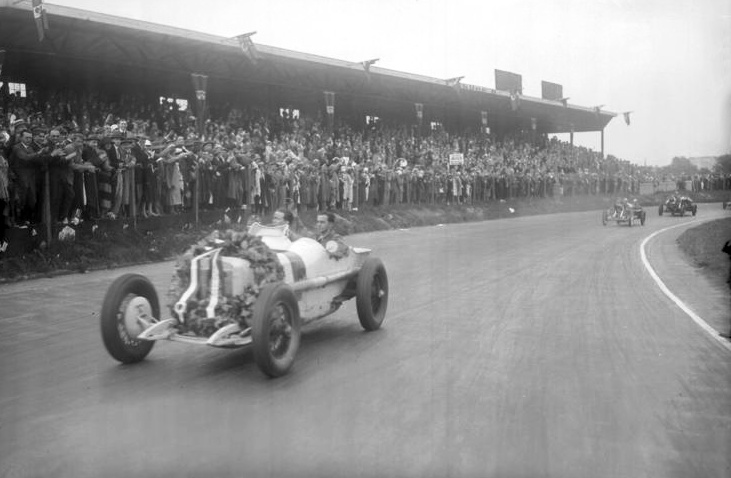
1926年ドイツグランプリを制したカラツィオラ

ダイムラー・ベンツが設立された翌月の7月に第1回ドイツグランプリが開催される予定だったが、同日にスペインでも別のレースが開催される予定があり、ダイムラー・ベンツは輸出のことを考えスペインのレースへの参加を優先する腹づもりだった。この方針を耳にしたカラツィオラは仕事を休んでダイムラー・ベンツの本社があるシュトゥットガルトに赴き、取締役のマックス・ザイラーに掛け合い、ドイツグランプリに出場するための車を供給するよう交渉を行った。
ダイムラー・ベンツはカラツィオラの要望を聞き入れ、ワークス体制のバックアップはできないのでプライベーター（個人チーム）として参戦することを条件として、グランプリ用レーシングカーのメルセデス・M218を貸与することに同意した。こうして、カラツィオラは自身初めて「グランプリ」に出場することになる。
7月の決勝レース当日、カラツィオラはスタートでエンストを起こし、ライディングメカニックのオイゲン・ザルツァー（Eugen Salzer）とともに再始動させたものの、レース開始直後にいきなり1分以上の遅れを背負ってしまった。しかし、雨が降り始めたことで濡れた路面に足をすくわれ脱落するクルマが出始め、霧と雨で視界が奪われた中でカラツィオラは完走することだけを考えて運転を続け、20周のレースを終えてチェッカーフラッグを受けた。必死で運転していたカラツィオラは自分が何位でゴールしたのか知らなかったが、実はそのレースのファステストラップを記録しながら全員を抜き去り優勝しており、そのことにカラツィオラ自身も驚くこととなる。ドイツのメディアは雨のレースでカラツィオラが示した見事な腕前から、カラツィオラを雨の名手、「レーゲンマイスター」と呼ぶようになった。
このレース以降、カラツィオラを中心に、新たに「監督」となったアルフレート・ノイバウアーを加えたメルセデスチームが形作られていくこととなる。

#### メルセデス・ベンツ・S

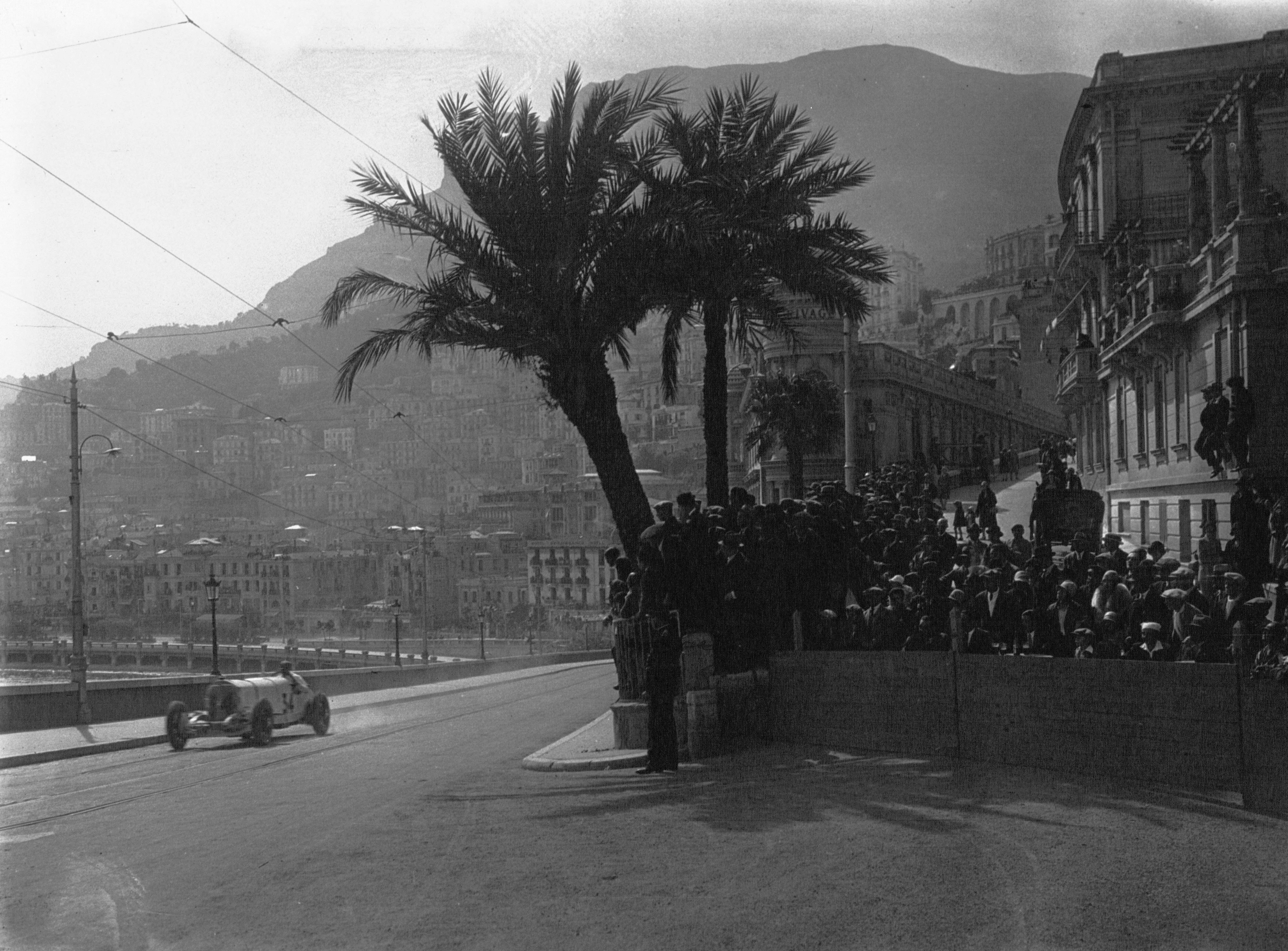
1929年モナコグランプリでSSKを駆るカラツィオラ

1927年6月、出身地近くのアイフェル山地に建設されていた全長23km近くになる巨大なサーキットである「ニュルブルクリンク」が完成した。同月、同サーキットで最初の四輪自動車レースとなる第1回アイフェルレンネンが開催され、メルセデス・ベンツ・Sタイプ（W06）に乗ったカラツィオラがこのレースで優勝し、ニュルブルクリンク最初のレースの勝者となる。フェルディナンド・ポルシェの手になるSタイプは強力な馬力を誇り、この年にカラツィオラが収めた11回の優勝のほとんどに貢献をした。
1928年には発展型の「SS」が開発され、同年中にSSをさらに発展させた「SSK」が開発された。カラツィオラはSSで同年のドイツグランプリ（ニュルブルクリンク）を再び制し、ヒルクライムでも1930年にSSKでヨーロッパヒルクライムチャンピオンを獲得した。
1929年4月には第1回モナコグランプリにSSKで参戦し、レース序盤にウィリアム・グローバー＝ウィリアムズとトップを争ったものの、ピットストップの際に給油に4分半もかかるというトラブルがあり、この後れを取り戻すことはできず、3位に終わった。8月にイギリスのベルファストで開催されたツーリスト・トロフィーでは雨のレースを制して優勝するなど、多くのレースで優勝を重ね、カラツィオラはメルセデスチームのワークスドライバーとして1930年まで活躍を続けた。

#### チーム・カラツィオラ（1931年）

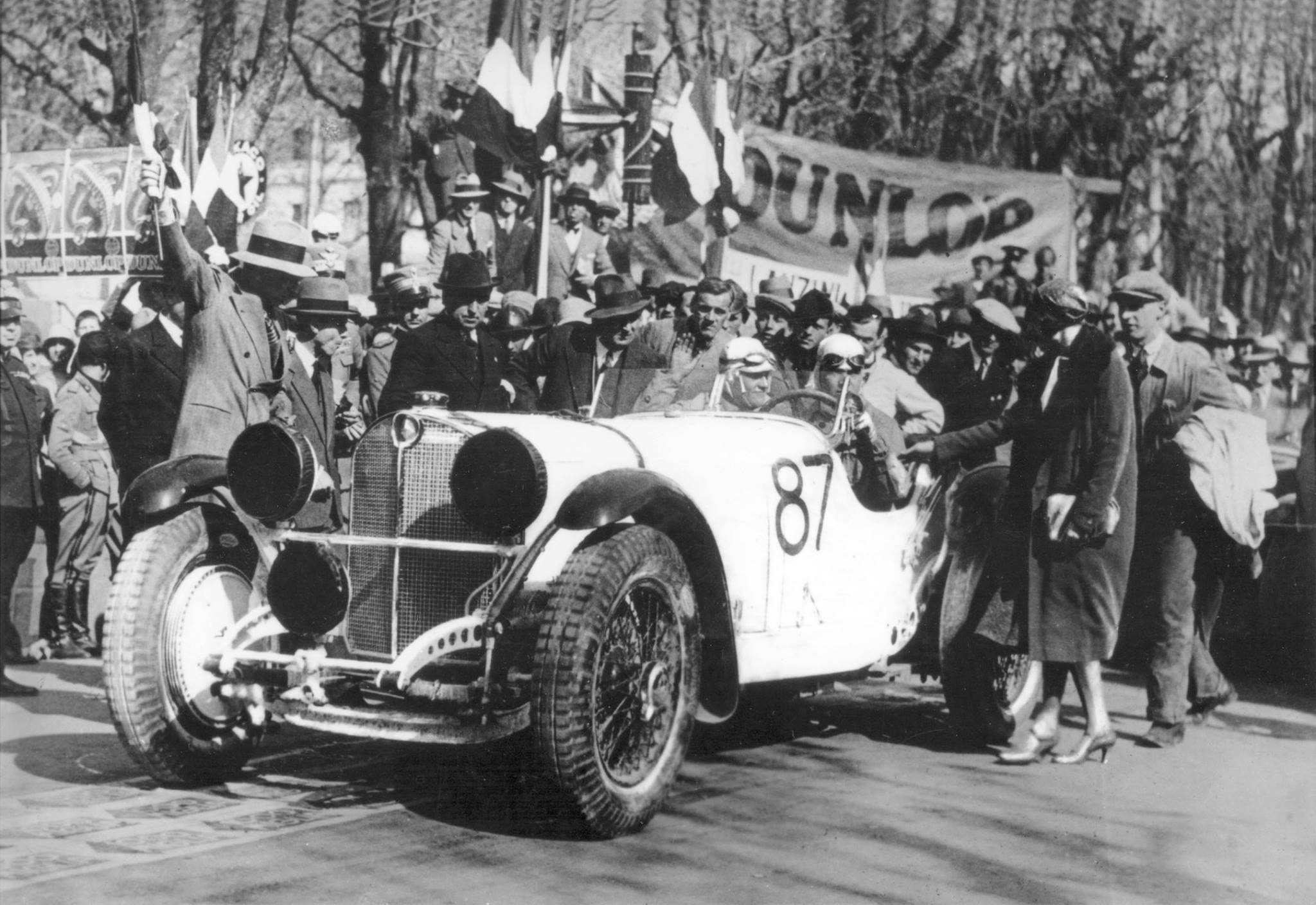
1931年ミッレミリア。ステアリングホイールを握っているのがカラツィオラ。

1929年のアメリカ合衆国に端を発する世界恐慌は、1930年になるとヨーロッパにも大きな影響を及ぼすようになった。ドイツもまた大きな不況に見舞われ、ダイムラー・ベンツは1930年限りでレース活動を終了することを決定した。しかし、カラツィオラがイタリアチームに移ってしまうことを懸念したノイバウアーは同社取締役会議長のヴィルヘルム・キッセルを翻意させ、カラツィオラがプライベーターとして参戦するにあたり、賞金などはダイムラー・ベンツと折半することを条件に、小規模な支援を続けさせる約束を取り付けた。
こうして、チーム・カラツィオラが結成された。ドライバーのカラツィオラ、監督のノイバウアー、整備士3名、タイムキーパー役に妻のシャルリーがいるのみという、ごく小規模なチームだった。ノイバウアーの交渉により、車両は本来はワークスチームが使う予定で準備されていた貴重なSSKLを格安で提供された。
小規模なチームながら、カラツィオラは5月のミッレミリア、7月のドイツグランプリ（ニュルブルクリンク）、8月の第1回アヴスレンネンをはじめとしたレースで優勝を飾る。
ミッレミリアは長距離であることから本来はコ・ドライバーと交代で運転して走るレースなのだが、カラツィオラはほぼ全行程を一人で走り、コ・ドライバーのヴィルヘルム・セバスチャンはステアリングの保持が必要な時の補助に徹した。カラツィオラとセバスチャンは、このレースで「外国人」が優勝した最初の例となった。
この年は体制に不利があったにもかかわらず、結果として、年間で11勝を挙げ、獲得した賞金を約束通りダイムラー・ベンツと分かち合うことで協力の恩に報いた。

### アルファロメオ（1932年）

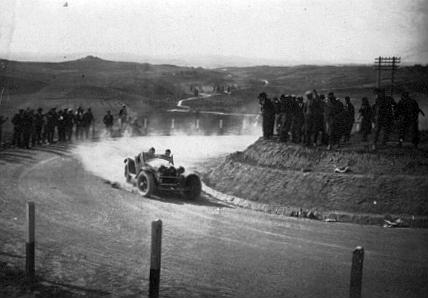
1932年ミッレミリア。アルファロメオ・8C-2300・モンツァを駆るカラツィオラ。

ダイムラー・ベンツは1931年限りでレース活動を完全に終了し、カラツィオラへの支援も終了することになったため、カラツィオラはもしダイムラー・ベンツが復帰する時はまた戻ってくるということをノイバウアーに約束して、イタリアのアルファロメオ陣営に加わった。

#### セミ・インディペンデント
アルファロメオはカラツィオラに「セミ・インディペンデント」（半独立）という中途半端な契約を提示し、全員イタリア人の他のワークスドライバーたちとカラツィオラを区別した。車両のカラーリングも当初カラツィオラが乗るアルファロメオはイタリアのナショナルカラーの赤ではなく、ドイツのナショナルカラーの白で塗られた。こうした扱いは、メルセデス・ベンツのSシリーズが大馬力を誇る代わりに1,500㎏を超える重量級の車体だったのに対して、アルファロメオは小馬力ではあるが車重は700㎏程度しかなく、車両の性格が大きく異なり、カラツィオラがその違いに対応することはできないと思われていたからだと推測されている。
4月のミッレミリアでアルファロメオ移籍初戦を迎え、カラツィオラは途中のローマまでは首位を走っていたが、レース後半、車両トラブルによりリタイアとなる。これについてカラツィオラは、ドイツ人が2年連続で優勝してしまわないようアルファロメオが故意にリタイアさせたのだと考えている。
続くモナコグランプリでは、レース中盤で2位になって、首位を走っていたワークスドライバーのタツィオ・ヌヴォラーリとの差を急速に詰め、終盤の10周はヌヴォラーリの直後についたままオーバーテイクを仕掛けることはせず、ヌヴォラーリの真後ろでチェッカーを受けた。カラツィオラは「ワークスドライバーであれば」レース後半に同じチームのドライバーが1位と2位を走っているなら、順位は争わないものだという不文律があると考えていたためだったが、周囲から見ればチームオーダーの存在を思わせるものだっため、カラツィオラは観客たちから罵声と嘲りを受けることとなる。
翌月も非選手権のレースで活躍し、アヴスレンネンで2位、アイフェルレンネンで優勝し、アルファロメオからは正式にワークスドライバーとして認められ、車両も赤く塗装されるようになった。

#### ワークスドライバー
6月にヨーロッパ・ドライバーズ選手権の第1戦となるイタリアグランプリが開催され、合わせて完成した新型車アルファロメオ・P3にはヌヴォラーリとジュゼッペ・カンパーリが乗ることになり、カラツィオラとバコーニン・ボルツァッキーニは引き続き旧型の8C-2300・モンツァに乗ることになった。カラツィオラは序盤でリタイアしたが、石に当たったボルツァッキーニと交代し、ボルツァッキーニの車両で3位フィニッシュを果たした。
7月のフランスグランプリからカラツィオラにもP3が供給される。P3はこの年のヨーロッパにおけるレースを席巻し、カラツィオラはフランスグランプリではヌヴォラーリとボルツァッキーニに次ぐ3位となり、続くドイツグランプリでは彼らを従えて優勝を果たした。
ヒルクライム選手権への挑戦も続け、前年までのメルセデス・ベンツのSシリーズが「スポーツカー」だったのに対して、この年に用いたアルファロメオは「レーシングカー」であり、カラツィオラは同選手権のレーシングカークラスでタイトルを勝ち取ることになった。

### 1933年モナコグランプリの大事故
カラツィオラのアルファロメオへの移籍初年は上々の結果となったが、前年のダイムラー・ベンツと同様、アルファロメオもレース活動の休止を決定し、カラツィオラは再び契約を失ってしまった。アルファロメオからは同社の車両を引き継いで参戦する予定のスクーデリア・フェラーリに入ることを勧められたが、親友のルイ・シロンも同時期にブガッティのシートを失っていたことから、彼と組んで「スクーデリア・CC」を結成し、1933年はプライベーターとしてレースへの参戦を続けることにした。チームは3台のアルファロメオ・8C-2300・モンツァを購入し、それを輸送するためのトラックはダイムラー・ベンツが提供してくれた。
新チームは4月のモナコグランプリから参戦を開始した。4月21日、練習走行でカラツィオラとシロンはともにコースレコードに匹敵するタイムを叩き出したが、それをさらに更新しようとアタックしたカラツィオラは、海沿いのタバココーナーの進入時に挙動が不安定になり、車が横滑りを始めた。ブレーキは利かず事故はもはや避け難い状況で、海に飛び込むことになるよりはまだましだとカラツィオラがとっさに判断したこともあって、横滑りした車はコース右側面の石壁に衝突した。時速110㎞でコーナーに進入した車が壁にぶつかった衝撃により車のボディは潰れ、この時の衝撃でカラツィオラは右足の大腿骨と脛骨を複雑骨折し、球窩関節も片方を割る重傷を負った。モナコの病院では足を切り落とすしかないと言われたため、ボローニャの高名な外科医ヴィットリオ・プッティを頼る。手術の結果、足を切断することこそ免れたが、右足の長さは事故以前より5㎝も短くなり、痛みも残るという後遺症が残った。

#### 療養生活と更なる不幸
松葉杖で歩くこととなったカラツィオラは妻シャルリーの献身的な助けに支えられ、スイスのルガーノ、次いでアローザに別荘を借りて療養生活を送った。同じ頃、ダイムラー・ベンツは翌年からのレース復帰を目指して準備を進めており、ノイバウアーは見舞いの名目でドライバー候補のカラツィオラの別荘を訪ねた。ノイバウアーはカラツィオラの様子を観察してみて、レースにはとても耐えられそうにないと考えたが、カラツィオラは自身を売り込み契約を求めた。そうして、ノイバウアーの温情により、「テスト走行の結果次第」という条件付きながら、ダイムラー・ベンツはカラツィオラを1934年のドライバーとして起用する契約を結んだ。
事故の翌年1月にダイムラー・ベンツと契約を交わし、復帰への道筋がついたのも束の間、その翌月、カラツィオラは更なる悲劇に見舞われる。シャルリーがスキー好きであることを知っていたカラツィオラは、事故以来ずっと彼に付きっきりで世話をしていた妻に息抜きに新鮮な空気を吸いに行くことを勧めた。それに従った彼女は友人と日帰りでスキーに出かけたが、そこで雪崩にあうという不幸に見舞われ、死去してしまう。立て続けの不幸に打ちのめされたカラツィオラは、アローザの別荘に閉じこもった。シロンはカラツィオラを立ち直らせるために尽力し、カラツィオラはシロンに押し切られる形で1934年4月のモナコグランプリにゲストとして招かれた。前年事故を起こしたコースでデモ走行を行い、そこで自分でも意外に思うほどレーシングドライバーとしての自覚が沸き上がり、再びレースに戻ることを決意する。

他人より2～3秒速く走るためには生命を賭ける男のことを考えて、微笑み肩をすくめる連中もいよう。私にとって唯一の幸福とは、車の中に座りウインドシールドの陰に身をかがめ、スターターが旗を振り下ろすのを待って、他の連中より何分の1秒か速く走り出すことなのだ。それから路上を走る何時間かだ。風はうなって吹き、エンジンは吠え、自分の内にうなりを生ずるのだ。もはや脚の悪い沈んだ男ではなく、300あるいは400馬力以上を意のままに支配する男だからだ。鋼鉄の生き物をコントロールする意思なのだ。
—ルドルフ・カラツィオラ（1934年モナコグランプリ）

### シルバーアロー時代（1934年 - 1939年）

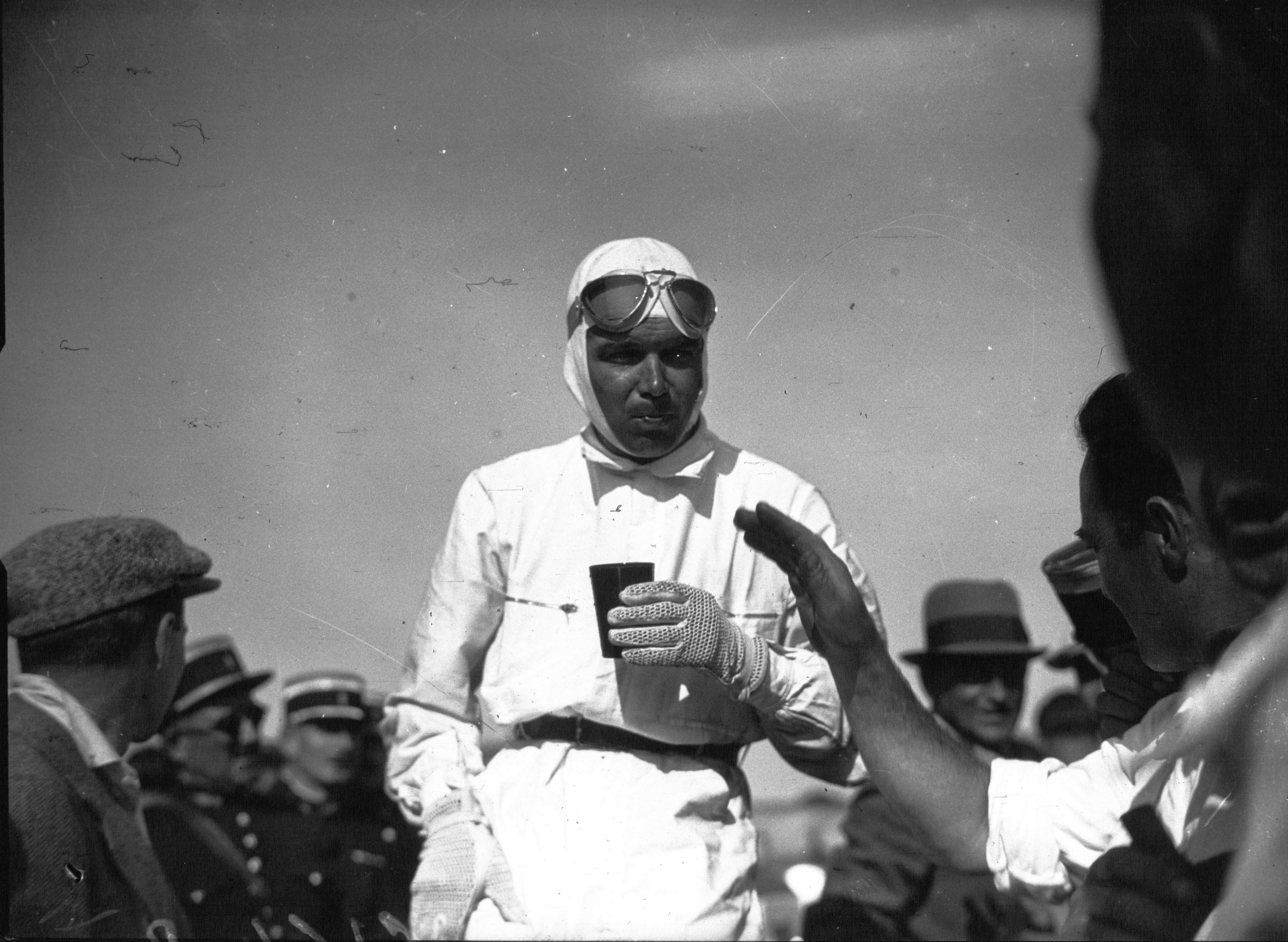
1935年

第一次世界大戦の終結（ドイツの敗戦）、そして世界恐慌の影響で、ダイムラー・ベンツは長期に渡って経済的な苦境に立たされ続けていたが、1933年1月にアドルフ・ヒトラーを指導者とする国家社会主義ドイツ労働者党（ナチス）が政権を奪取したことで同社を取り巻く情勢は一変した。経営環境が安定したことで、ダイムラー・ベンツはレースへの復帰が可能となり、メルセデスチームの活動も再開された。メルセデスチームがヨーロッパ中のレースを席巻した「シルバーアロー」時代の始まりである。復帰したカラツィオラは同チームのエースドライバーとなり、キャリアの最盛期を迎えることとなった。

#### 1934年・復帰

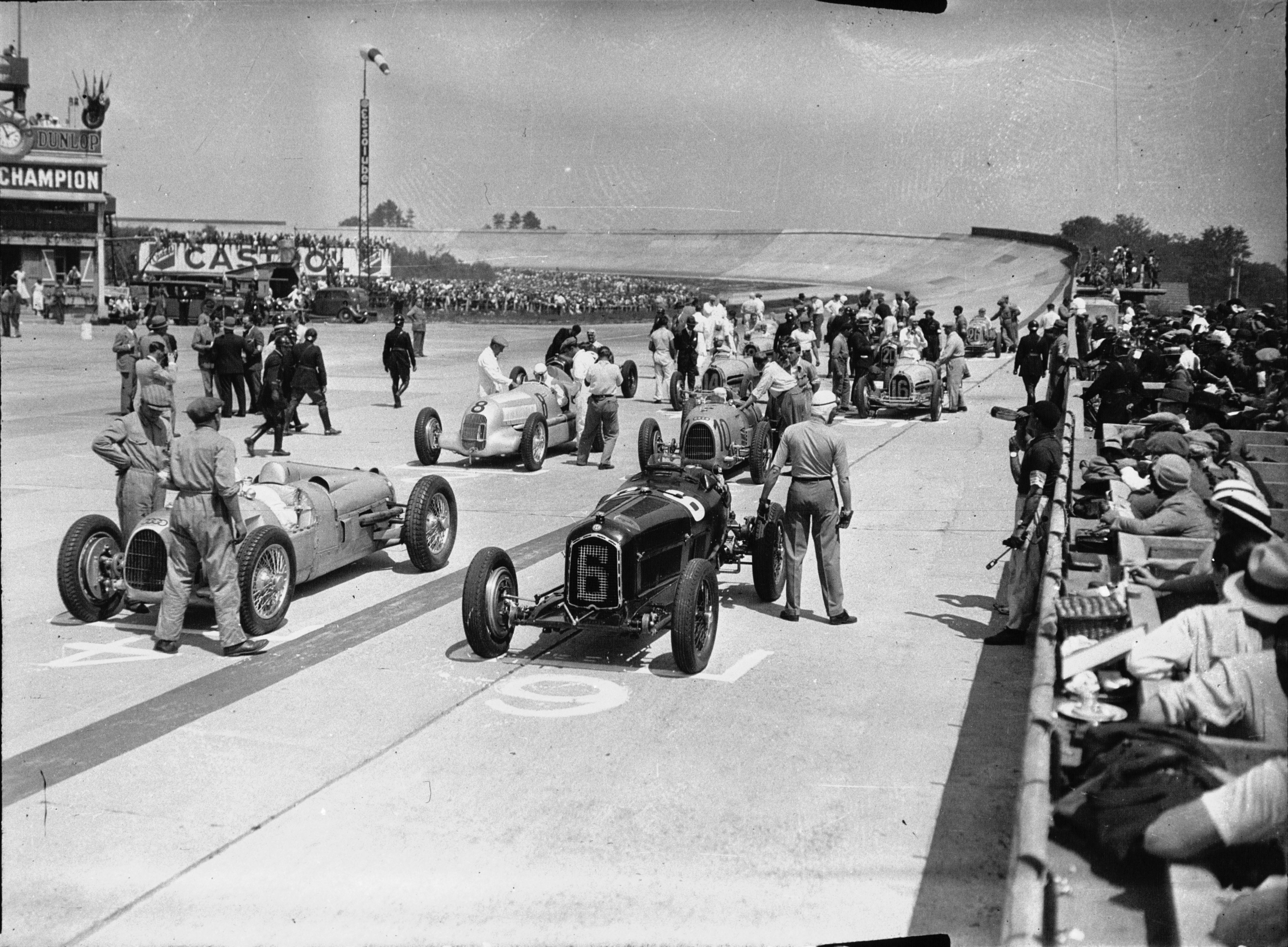
1934年フランスグランプリ。カーナンバー8がカラツィオラ車。

5月末、アヴスレンネンが開催され、このレースで復帰するため、メルセデスチームはこの年から施行された「750㎏フォーミュラ」規定に合わせて開発した新型車「W25」を持ち込み、練習走行を始めた。これを利用してカラツィオラが復帰可能か判断するためのテストが行われ、ここでカラツィオラはすでにレギュラーに選ばれていたマンフレート・フォン・ブラウヒッチュとルイジ・ファジオーリのタイムを上回ったことで、再起用が決定した。これにカラツィオラは大いに安堵することとなった。
アヴスレンネンには結局チームが参戦を取りやめ、翌週、6月初めのアイフェルレンネンに臨むことになるが、実質的に2つしかコーナーが存在しないアヴスならともかく、172のコーナーを持つニュルブルクリンクで500㎞のレースを走り切ることは困難と判断し、カラツィオラはこのレースへの参加を辞退した。カラツィオラの復帰レースは7月のフランスグランプリになったが、このレースでは車のほうがトラブルを起こしてリタイアとなる。ある意味でカラツィオラにとっては幸いなことに、完成して間もないW25は初期トラブルが多く、レースの全距離を走り切る機会はなかなか訪れなかった。8月にはクラウゼンパス・ヒルクライムで優勝するが、これは22㎞の短距離で競われたものであり、長距離のレースを走り切れるのか、というカラツィオラ本人と周囲が抱いていた疑問はぬぐえないままとなる。
9月のイタリアグランプリでは、足の激痛に耐えつつ60周を走って首位を奪うが、痛みに耐えきれずファジオーリに車を譲り、結果としてファジオーリがチェッカーまで車を運び、116周（約500㎞）のレースを制して優勝を記録した。自力で完走できなかったことはカラツィオラを落胆させたが、同月のスペイングランプリ（約519㎞）では、チームオーダーを無視したファジオーリに抜かれて2位になるという出来事はあったものの、ようやく完走することに成功した。

#### 1935年・タイトル獲得
カラツィオラは相変わらず足の状態に不安を抱えたまま、1935年シーズンを迎えた。5月に開催された非選手権のトリポリグランプリでは、猛暑の中で4回のタイヤ交換を行った末に自身単独で走り切って優勝し、このレースはカラツィオラに大いに自信を与えた。
カラツィオラはこの年から再び設けられたヨーロッパ・ドライバーズ選手権の各グランプリでも優勝を重ね、全7戦の選手権中のフランス、ベルギー、スイス、スペインの4つのグランプリで優勝し、ヨーロッパ・ドライバーズチャンピオンの称号を獲得した。
この年、メルセデスチームは非選手権も含めて14回のグランプリの中で9回の優勝を遂げ、カラツィオラはその内の6勝を挙げ、チームのエースとしての地位を確固たるものにした。

#### 1936年・不振のシーズン

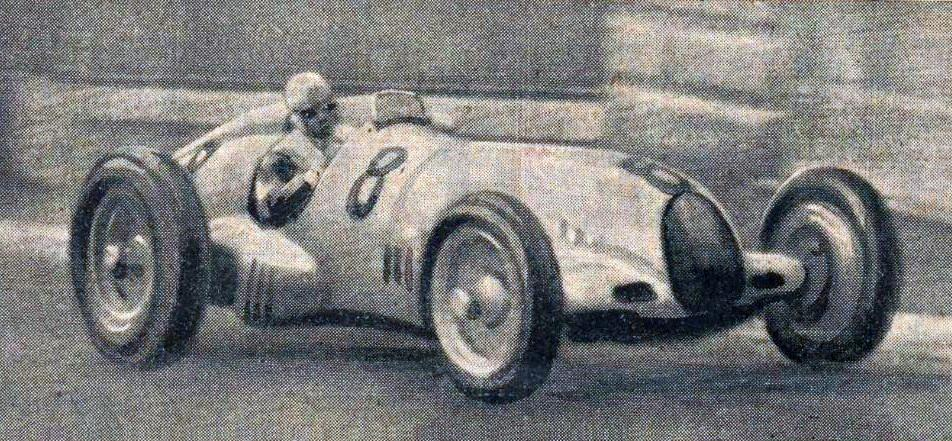
1936年モナコグランプリでW25ショートカーを駆るカラツィオラ

前年、タイトルは獲得したものの、最大のライバルであるアウトウニオンの車両はV型16気筒のエンジンを搭載しており、メルセデスチームのW25は排気量では遅れを取っていた。そこでチームは従来の直列8気筒エンジンに代わるV型12気筒エンジンの開発を進めたが、結果的にこの計画は頓挫し、重いエンジンを積むために軽量化し、ホイールベースの短縮などの設計変更が施された車体のみが残されることになる。チームから「ショートカー」と呼ばれたこのW25は1936年に投入されたが、この年のチームに大きな不振をもたらすことになった。
選手権の第1戦で4月に開催されたモナコグランプリは雨のレースとなったためカラツィオラが車をトップでチェッカーまで運び、続く5月の非選手権のトリポリで4位、チュニスで優勝、バルセロナで2位、と、一見するとまずまずの結果を残したが、この年の活躍はここまでだった。6月に開催されたアイフェルレンネンからメルセデスチームは完全に競争力を失い、アウトウニオンに太刀打ちできなくなったことから、W25ショートカーに見切りをつけ、シーズン途中でその年の残りのレースに参戦することを取りやめた。
こうしてカラツィオラは失冠し、アウトウニオンの新鋭ベルント・ローゼマイヤーが新たなチャンピオンとなった。

#### 1937年・タイトル奪還

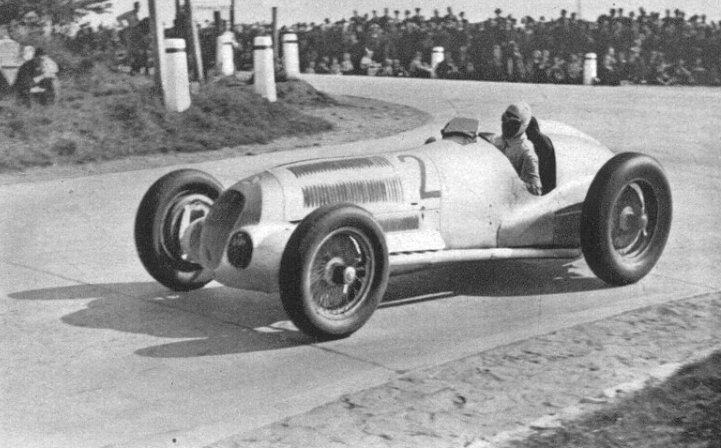
非選手権の1937年マサリクグランプリでW125を駆るカラツィオラ。

1937年は、1934年からグランプリ用車両の技術規則として適用されていた「750kgフォーミュラ」の最終年となる。前年の不振から、メルセデスチームはこの年だけのために新型車「W125」を用意した。W125は650馬力もの高出力を誇る強力なエンジンを搭載するとともに、前年のW25ショートカーの不振の原因となっていた車体設計を大きく見直し、新規開発されたものである。
W125を擁したメルセデスチームはこの年のレースを席巻し、カラツィオラはこの年の選手権でヴァンダービルト杯と日程が重なったベルギーグランプリには参戦できなかったが、残りの4レースで3勝、2位1回という圧倒的な成績を残しヨーロッパチャンピオンタイトルを奪還した。
中でも、8月に開催されたスイスグランプリ（ブレムガルテンサーキット）では、大雨であったにもかかわらず平均時速169㎞という新しいラップタイム記録を樹立して優勝し、レーゲンマイスターとしての評判をなお一層高めた。

#### 1938年1月・公道最高速度記録の樹立とローゼマイヤーの死
メルセデスチームはレースに復帰した1934年から自動車による速度記録のクラス記録を更新する挑戦を毎年シーズンオフに行うようになり、その全てにおいてカラツィオラは車両の操縦を任されていた。その挑戦は1935年に開通した帝国アウトバーンのフランクフルト〜ダルムシュタット間（現在のA5線）を舞台にして行われ、カラツィオラは1936年時点で国際B級（排気量5,001 - 8,000ccの車両） の速度記録（およそ時速365㎞）を樹立していた。しかし、翌1937年、この記録は時速400㎞を超える速度を記録したアウトウニオンのローゼマイヤーによって破られてしまう。雪辱を期したメルセデスは1938年のシーズンオフを待たず、1938年の年明け早々に再挑戦を行うことを急遽決定した。
1938年1月28日、改良されたW125レコルトワーゲン（速度記録車）に乗ったカラツィオラは時速432.692kmという新たなクラス記録を樹立して、アウトウニオンとローゼマイヤーへの逆襲に成功した。この記録は「公道で記録された最高速度記録」としてその後も長く残り、2017年に更新されるまで80年近くに渡って破られることのない記録となる。しかし、この日の最大の出来事はこの記録更新ではなかった。同日、アウトウニオンも速度記録に挑み、ローゼマイヤーは記録の奪還を期して走ったが、その走行時にクラッシュを起こし、この事故によりローゼマイヤーは帰らぬ人となってしまう。最大のライバルの死はカラツィオラにも衝撃を与えた。

#### 1938年・ヨーロッパチャンピオン連覇

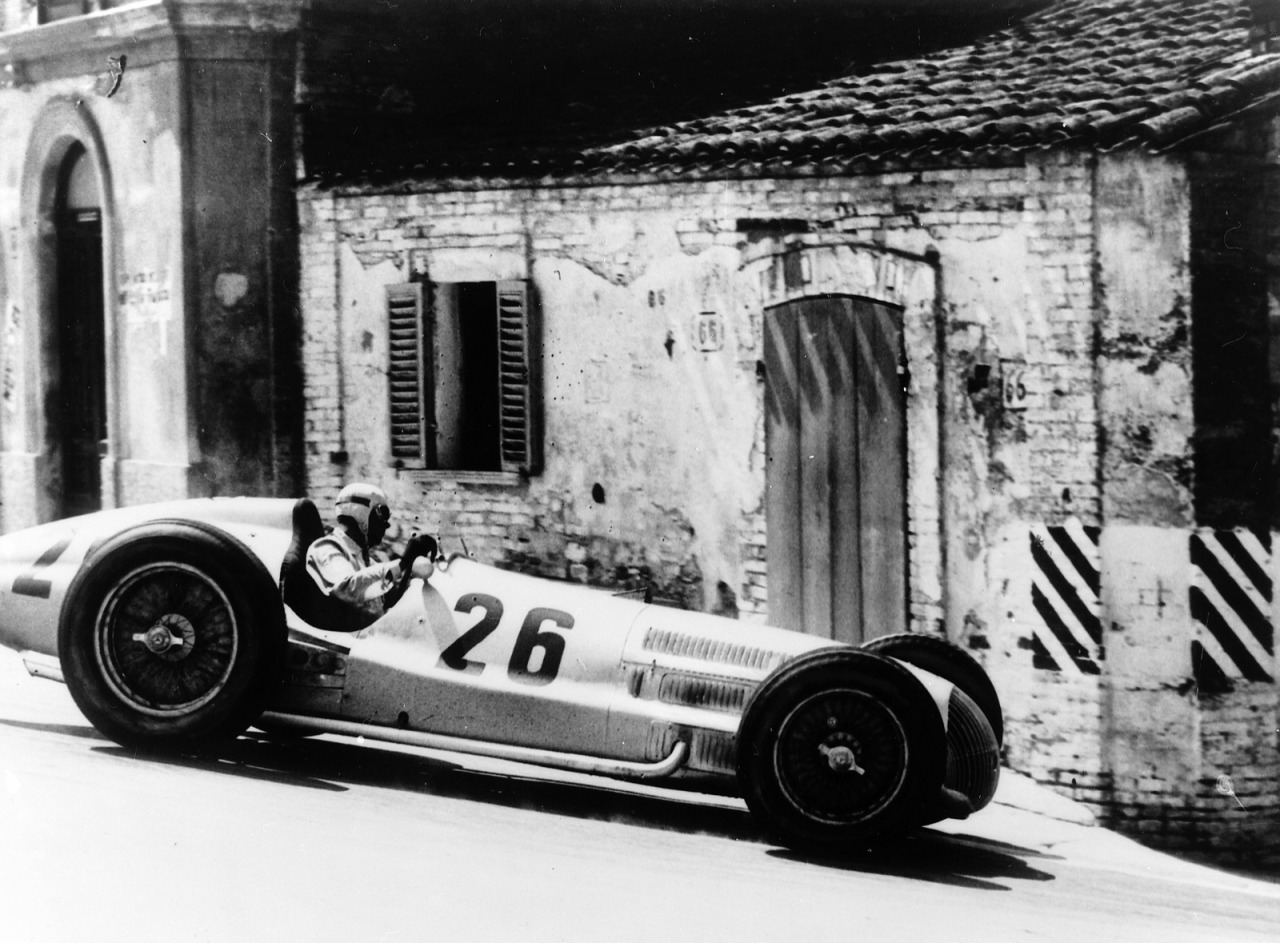
8月に開催された非選手権のコッパ・アチェルボでW154を駆るカラツィオラ。

この年からAIACRの車両規定が従来の「750㎏フォーミュラ」から、排気量を制限する形に変更された。メルセデスチームは新規定に合わせて、スーパーチャージャーの付いた排気量3リッターのエンジンを搭載した新型車「W154」を用意し、選手権の第1戦であるフランスグランプリでいきなり1-2-3フィニッシュを遂げる圧勝劇を見せ、その戦闘力の高さを証明した。この年のカラツィオラは全4戦の選手権で1勝を挙げたのみだが、全戦で表彰台を獲得する安定した強さを見せ、悠々とヨーロッパチャンピオンの連覇を確定させた。この年のアウトウニオンはエースであるローゼマイヤーを失ったことで文字通り精彩を欠き、もはやメルセデスチームの敵ではなかった。
この年のハイライトとなったのはその1勝を挙げた8月のスイスグランプリだった。雨となったこのレースは、序盤はチームメイトのリチャード・シーマンがリードしていたが、カラツィオラが彼を追い抜いて首位を奪取した。このレースは途中でレインバイザーを失うというハプニングがあったにもかかわらず、水しぶきがゴーグルに直接かかって視界が遮られる中、首位を守ってゴールした。

#### 1939年・最後のヨーロッパ選手権
この年のレースはヨーロッパを取り巻く政治情勢が緊迫していく中で行われた。レースにおいてはチームメイトのヘルマン・ラングが才能を開花させ、カラツィオラはラングに対抗心を燃やすことになる。
ヨーロッパのレースシーズンの幕開けとなる4月のポーグランプリは、当初はカラツィオラがリードしていたが、トラブルにより修理している間に後退し、ラングがこのレースを制した。続く、5月初め、メルセデスチームはトリポリグランプリに挑むこととなる。このレースはイタリア勢の思惑により、1.5リッター以下の車両しか参加できないという規則が前年9月に急に決定した経緯があり、規定に合う車両を持っていなかったメルセデスチームは「W165」を、8か月という、通常ではあり得ない短期間で開発してこのレースに臨んだ。完成した車両は2台しかなかったため、カラツィオラとラングのみで参戦することになったが、ノイバウアーが二人に与えたレース戦略を分けたことも影響して、カラツィオラはラングが優遇されているように感じ、ラングも同様にカラツィオラが優遇されているように感じ、チームメイト間で大きな亀裂が生じることになった。
選手権レースが始まると、最初の2戦はリタイアとなり、7月に開催された第3戦ドイツグランプリはアウトウニオンのヘルマン・パウル・ミューラーとの一騎打ちを制して優勝し、これがドイツグランプリで6勝目で、カラツィオラにとってはグランプリレースで最後の優勝となった。
この年はラングに終始リードされ、やがて9月に第二次世界大戦が始まったことでレースは中止となってしまう。これにより、カラツィオラのレーシングドライバーとしてのキャリアは一旦停止することとなる。

### 第二次世界大戦（1939年 - 1945年）

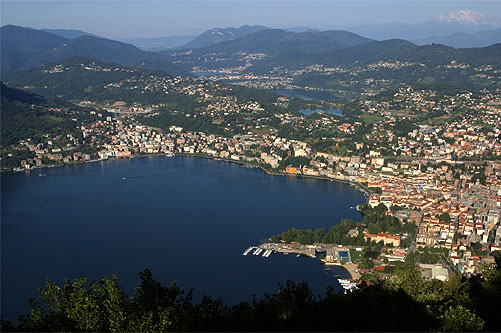
ルガーノ

第二次大戦が始まるとカラツィオラは自宅のあるスイスのルガーノから動かず、スイス政府による全住民への通達に従って、菜園を作ったりして過ごした。
ナチス・ドイツ政府が国外への資産持ち出しを禁止していたことから、貯金のほとんどをドイツに置いていたカラツィオラは日々の生活資金に困ることとなるが、ダイムラー・ベンツ取締役会会長のキッセルはカラツィオラを同社の社員扱いとすることを決定し、同社は重役待遇の年金をスイスフランで支払うことで、カラツィオラのそれまでの貢献に報いた。
しかし、ダイムラー・ベンツが戦時下に外国で過ごしている人物に金銭を支給していることは問題視されることとなり、この「年金」はナチスの政権下で自動車産業やモータースポーツの管理を管轄していた国家社会主義自動車軍団（NSKK）の命令によって1942年4月に停止された。カラツィオラには帰国するよう再三に渡って命令が出されたが、カラツィオラは拒否して戦時中はスイスに留まった。足が不自由なカラツィオラは前線には立てないため、ドイツに帰っていたとしたらその名声を使って部隊慰問に従事することになっていたが、カラツィオラは自分で信じられないドイツの勝利を若者たちに信じさせるような行為はできなかったと後に自伝で述べている。

### 第二次世界大戦後の復帰

#### 1946年インディアナポリス500
第二次世界大戦終戦の翌1946年3月、カラツィオラはインディアナポリス・モーター・スピードウェイ（IMS）の副社長であるポップ・メイヤーズ（Theodore "Pop" Myers）から、インディ500に参加しないか打診を受けた。
終戦直後で難しい依頼だったが、スイスには2台のW165が隠されていたことから、その車両を使って参戦できるよう、カラツィオラは奔走した。4月末にはスイスから車両を港まで搬送することはできたものの、船便の手配がつかず、結局、W165を使った参戦は諦めた。
将来に備えてレース観戦だけでもしておこうと考えたカラツィオラは現地に赴き、そこでジョエル・ロブソンから車両提供の申し出を受け、それを快諾した。カラツィオラは念のためレーシングスーツなどを持ち込んでいたが、アメリカ自動車協会（AAA）の定めた規則により、当時のアメリカのレースではヘルメットの着用が既に義務付けられていたため、カラツィオラは初めて（リネン製ではない）ヘルメットを被って走行に臨むことになる。
5月28日に行われた練習走行において、カラツィオラに災難が降りかかる。走行中に頭部に何かがぶつかったことにより意識を失い、カラツィオラを乗せた車はフルスピードのまま走り続け、コースを囲っていた木の柵に突っ込んでいった。その衝撃で投げ出されたカラツィオラは後頭部を路面に打ち付けた。ヘルメットがなければ即死していたほどの事故だったが、奇跡的に一命はとりとめ、頭蓋骨には骨折もひびも負わなかった。しかしながら、事故後は数日間に渡って昏睡状態となり、目覚めてからもしばらくの間は記憶障害を起こした。現地で知り合い意気投合していたIMSのオーナーのトニー・ハルマンはカラツィオラの療養のために尽力し、カラツィオラは回復するまでハルマンから提供された別荘に数か月に渡って滞在した。

#### メルセデスチームに復帰

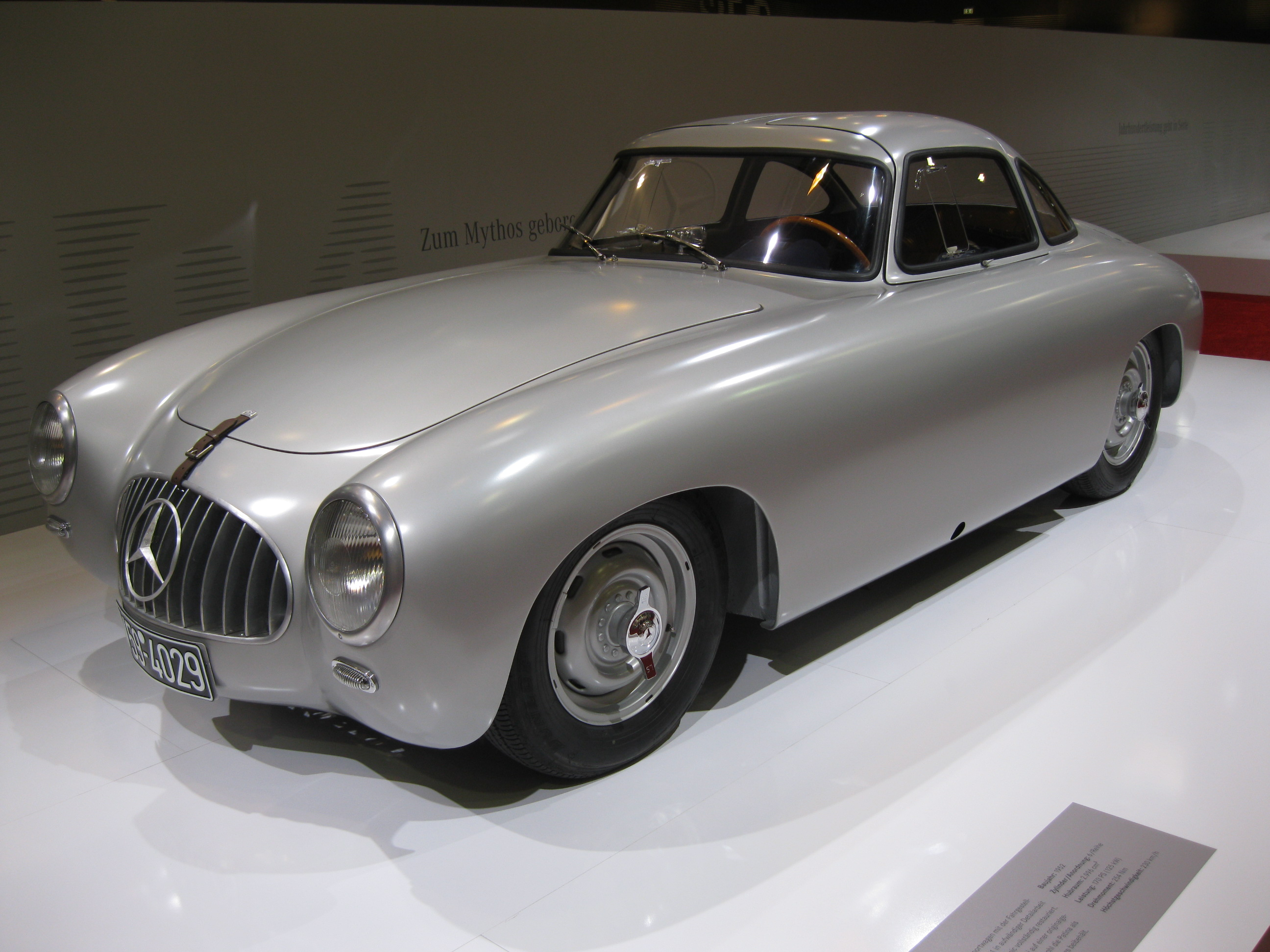
300SL（W194。1952年）

1950年にメルセデスチームは活動を再開し、同年9月にカラツィオラはラング、カール・クリングとともにニュルブルクリンクで走行テストを行った。このために用意されたW154は、開戦初期に疎開された車両を戦後の混乱の中でかき集めてきて仕立てたものであり、もはや万全のグランプリカーではなく、カラツィオラはこの車によるレースを拒否した。
1951年6月、ダイムラー・ベンツはモータースポーツへの復帰を正式に決定し、まずはスポーツカーレースで参戦を始めることとなる。1952年にルドルフ・ウーレンハウトがレーシングスポーツカーである300SL（W194）を新たに開発し、それに乗ったカラツィオラは同年5月初めに開催されたミッレミリアで4位完走を遂げる。

#### 最後のレース
1952年6月のル・マン24時間レースにも出場予定であったが、5月半ばに開催されたスポーツカーのベルングランプリにおいて、またしてもアクシデントに見舞われる。このレースでは300SLを駆ってスタートで首位に立ったものの、2周目からブレーキが不調を来たすようになった。短距離レースであることを鑑みて、チームメイトたちを先行させて、自分はブレーキはなるべく使わないようにして完走することに専念したが、カーブが連続する区間を時速160㎞で走行中に左後輪のブレーキが急に作動してしまい、コース外の木に衝突してしまう。この事故により、左足の大腿部とひざを骨折した。
このリハビリには時間がかかり、翌年には歩けるようにまで回復したが、この事故によってレースからは引退した。

### 引退後、そして死

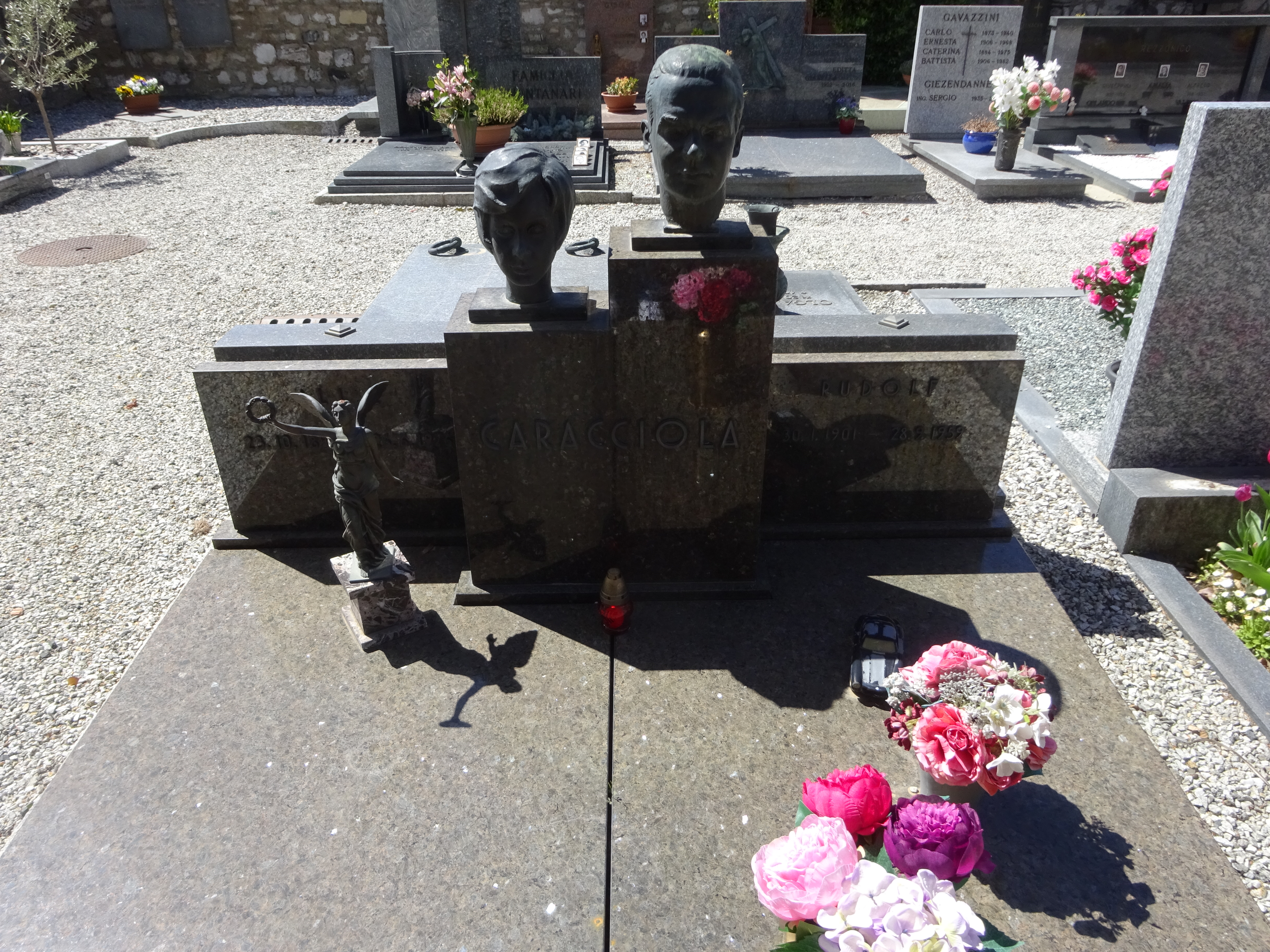
カラツィオラの墓

1952年に負った傷が回復した後、1956年からはダイムラー・ベンツによる「特別販売活動」に協力した。この活動は、北大西洋条約機構（NATO）に属する各国軍隊の100万人に及ぶ兵士たちを乗用車販売のターゲットとしたものである。部隊はヨーロッパ中に散在していたため、カラツィオラは南はトリポリから北はオスロまで各地の軍事基地を訪れ、車のデモ走行などに精力的に取り組んだ。カラツィオラはその名声と人柄からどこの基地でも歓迎を受けるとともに人々を魅了し、4年に渡るこの活動により、ヨーロッパ中の軍隊に車が売れるようになり、メルセデス・ベンツの販売に大きな貢献を果たした。
1959年初めから原因不明の体調不良を起こすようになったが、それでも各地の基地を訪問する活動はやめなかった。6月を過ぎると容体は急速に悪化し、9月28日、入院先のカッセルの病院で肝硬変により死去した。その遺体は自宅のあったルガーノの墓地に埋葬された。

## 死後

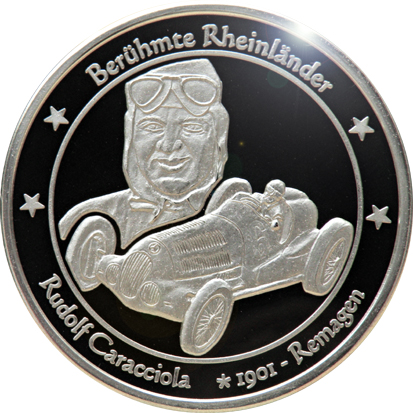
記念メダル

カラツィオラが獲得した数々のトロフィーは、彼の死後、前述の縁もあったことからインディアナポリス・モーター・スピードウェイ博物館に全て寄贈され、その後も同博物館の展示物となっている。
ニュルブルクリンクの中でも有名な区間のひとつであるコンクリート舗装のヘアピンコーナーは、カラツィオラの生前は単に「カルッセル」と呼ばれていたが、その死後、カラツィオラを讃えて「カラツィオラ・カルッセル」（Caracciola-Karussell）の名が付けられている。この区間のイン側は元々はコースではなかったのだが、カラツィオラがバンクとして使用を始め、1932年にコンクリート舗装されたという経緯があるためである（→#カルッセルの始まり）。この名前は通称だったが、2001年にカラツィオラの生誕100周年を記念して、コーナーの正式名称となった。
2001年、カラツィオラの生誕100周年を記念して、故郷のレマーゲンには記念碑が建てられた。レマーゲンでは2009年には没後50周年を記念して、カラツィオラ広場も設置されている。

## レース戦績

### ミッレミリア
| 年     | エントラント           | コ・ドライバー             | 車両                                | クラス | 総合 順位 | クラス 順位 |
| ------ | ---------------------- | -------------------------- | ----------------------------------- | ------ | --------- | ----------- |
| 1930年 | ダイムラー・ベンツ     | クリスティアン・ヴェルナー | メルセデス・ベンツ SSK              | +5.0   | 6位       | 1位         |
| 1931年 | ルドルフ・カラツィオラ | ヴィルヘルム・セバスチャン | メルセデス・ベンツ SSKL             | +5.0   | 1位       | 1位         |
| 1952年 | ダイムラー・ベンツ     | ペーター・カーレ           | メルセデス・ベンツ 300 SL（英語版） | S +2.0 | 4位       | 3位         |

### ル・マン24時間レース
| 年     | チーム                 | コ・ドライバー             | 車両                  | クラス | 周回数 | 総合 順位 | クラス 順位 |
| ------ | ---------------------- | -------------------------- | --------------------- | ------ | ------ | --------- | ----------- |
| 1930年 | ルドルフ・カラツィオラ | クリスティアン・ヴェルナー | メルセデス・ベンツ SS | 8.0    | 85     | DNF       | DNF         |

### ヨーロッパ選手権
| 年     | エントラント          | シャシー                  | エンジン                  | 1       | 2       | 3       | 4     | 5     | 6       | 7     | EDC     | ポイント |
| ------ | --------------------- | ------------------------- | ------------------------- | ------- | ------- | ------- | ----- | ----- | ------- | ----- | ------- | -------- |
| 1931年 | R. カラツィオラ       | メルセデス・ベンツ SSKL   | メルセデス・ベンツ 7.1 L6 | ITA     | FRA Ret | BEL     |       |       |         |       | 27位    | 22       |
| 1932年 | SA・アルファロメオ    | アルファロメオ・Monza     | アルファロメオ 2.3 L8     | ITA 11* |         |         |       |       |         |       | 3位     | 9        |
| 1932年 | SA・アルファロメオ    | アルファロメオ・Tipo B/P3 | アルファロメオ 2.6 L8     |         | FRA 3   | GER 1   |       |       |         |       | 3位     | 9        |
| 1935年 | ダイムラー・ベンツ AG | メルセデス・W25B          | メルセデス 4.0 L8         | MON Ret | FRA 1   | BEL 1   | GER 3 | SUI 1 | ITA Ret | ESP 1 | 1位     | 17       |
| 1936年 | ダイムラー・ベンツ AG | メルセデス・W25C          | メルセデス 4.7 L8         | MON 1   | GER Ret | SUI Ret | ITA   |       |         |       | 6位     | 22       |
| 1937年 | ダイムラー・ベンツ AG | メルセデス・W125          | メルセデス 5.7 L8         | BEL     | GER 1   | MON 2   | SUI 1 | ITA 1 |         |       | 1位     | 13       |
| 1938年 | ダイムラー・ベンツ AG | メルセデス・W154          | メルセデス 3.0 V12        | FRA 2   | GER 2   | SUI 1   | ITA 3 |       |         |       | 1位     | 8        |
| 1939年 | ダイムラー・ベンツ AG | メルセデス・W154          | メルセデス 3.0 V12        | BEL Ret | FRA Ret | GER 1   | SUI 2 |       |         |       | - (3位) | - (17)   |

- 太字はポールポジション、斜字はファステストラップ。(key)
- * : 1932年イタリアグランプリ（英語版）では、リタイアした後、バコーニン・ボルツァッキーニ（英語版）の車両を引き継いで3番手でゴールしている。ボルツァッキーニには3位としてのポイントが配分されたが、カラツィオラには3位としてのポイントが配分されなかった。
- 1933年と1934年はヨーロピアン・ドライバーズ選手権が設けられていなかった。
- 1939年のヨーロピアン・ドライバーズ選手権は8月に開催されたスイスGPを最後に中止されたため、統括団体のAIACRは正式なランキングを発表していない。前年と同じルールでポイント換算した場合の順位とポイントを( )内に示した。

### インディアナポリス500
| 年                | シャシー                             | エンジン   | スタート | フィニッシュ |
| ----------------- | ------------------------------------ | ---------- | -------- | ------------ |
| 1946年 （英語版） | ソーン・エンジニアリング・スペシャル | スパークス | DNQ      | DNQ          |

## ドライビングスタイル
カラツィオラのドライビングスタイルは非常に落ち着いたもので、車体のコントロールも完璧に近く、その走りは模範的なことで定評があった。その一方で、必要とあらば「狂ったように」攻撃的な走りをすることもでき、状況に応じて両者を使い分けることが可能だった。レース運びとしては、ノイバウアーが考えたレース戦略の指示には忠実であり、加えて、定められたレース戦略の範囲で個々の局面では冷静な状況判断に基づいてレースを組み立てることが可能だった。
自伝によれば、最も好きなサーキットとして、難コース中の難コースであるニュルブルクリンク（北コースを含む旧コース）を挙げている。カラツィオラはドイツグランプリで歴代最多（2021年時点）の6勝を挙げているが、その内の5勝はニュルブルクリンクで開催された際のものである。かつてニュルブルクリンクで開催されていたアイフェルレンネンにおいても、1927年の第1回大会の優勝を含む4勝を挙げている。
カラツィオラと関係が近すぎることを考慮する必要はあるが、アルフレート・ノイバウアーは「ヌヴォラーリ、ローゼマイヤー、ラング、モス、ファンジオと比べても、カラツィオラが最高のドライバーだった」としている。

### レーゲンマイスター
カラツィオラは雨のレースでは無類の強さを誇り、「レーゲンマイスター」（"Der Regenmeister"。雨天の名手）の異名を付けられ讃えられた。この異名は雨の1926年ドイツグランプリを制してグランプリ初優勝を挙げたことでそう呼ばれ始めるようになったものである。この異名はカラツィオラの活躍によって生まれた造語であり、英語では「レイン・マスター」（"Rain master"）に相当するものだが、英語圏でも外来語として「Regenmeister」の異名が用いられた。
雨のレースの強さはカラツィオラの特殊な視力によるところが大きいとされており、雨の中でも物がよく見え、「その視力は視界が悪くなるほど鋭くなる」であるとか、「あざらしの目」を持つ、などと言われた。加えて、雨でタイヤのグリップが最低になった時の運転技術ではカラツィオラに並ぶ者がなかった。事実として、小規模なプライベーターとして参戦した1931年や、車両開発が失敗した1936年のような年であっても、雨のレースではそうした不利を覆して優勝を収めている。

### カルッセルの始まり

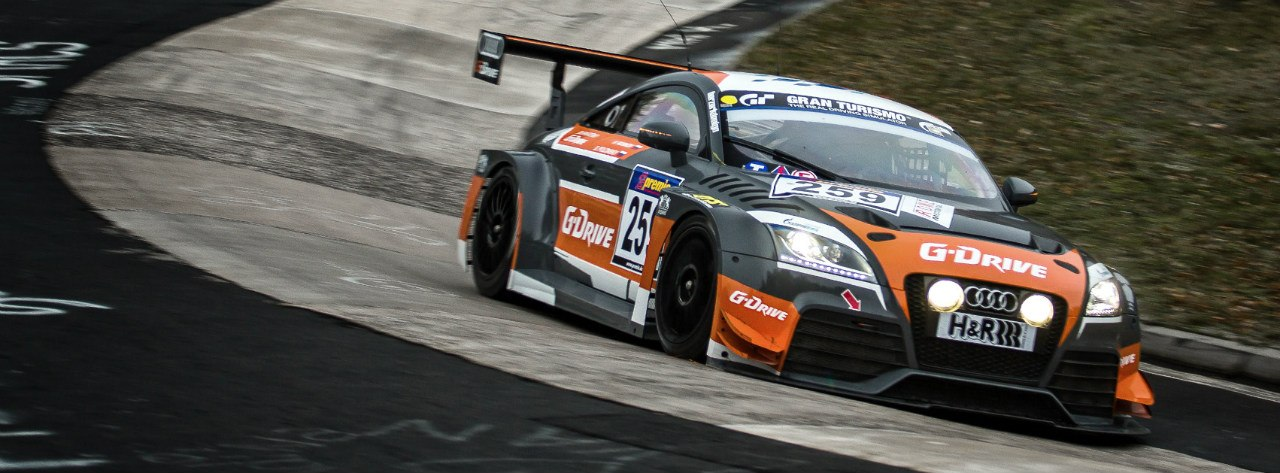
カラツィオラ・カルッセル

カラツィオラがニュルブルクリンクのカルッセルの「溝」を初めて使ったのは1931年7月のドイツグランプリだとされ、ノイバウアーはこの時の逸話を自伝に記している。
元々の「カルッセル」はバンクなどない平坦なヘアピンコーナーで、どんなに高度なテクニックを持っているドライバーでも時速50㎞ほどまで速度を落とさないとクリアできない区間だった。1931年当時、カラツィオラのコ・ドライバーを務めることもあったヴィルヘルム・セバスチャンは、コーナー内側にある幅の広い排水溝を利用することで、より素早いコーナリングが可能なのではないかと思いついた。レースの数日前、セバスチャンはチーム・カラツィオラの整備士であるヴィリー・ツィンマーを伴って同コーナーで実験をしてみて、溝を使って走ることで時速60㎞で走行できることを発見した。
この年のSSKLは晴天のレースではライバルのブガッティ・タイプ51に太刀打ちすることは難しかったが、このレースは雨となったこともあり、カラツィオラは大差で優勝した。このレース中にカラツィオラが排水溝を利用する新しいテクニックを見せたことで、同レース中に他のドライバーたちもそれを真似するようになった。この排水溝は翌年までにはコンクリートで埋められ、同サーキットでよく知られる「カルッセル」になっていった。

### 車両の技術面への姿勢
カラツィオラが活躍した1930年代はレーシングカーの技術に新規なものも多く登場したが、カラツィオラ本人は、当時としては一般的な、保守的かつ古典的ドライバーであった。
ある年のモンツァでのシーズン前テストで、メルセデスチームとアウトウニオンはカラツィオラとローゼマイヤーに互いの練習用の車両を交換させるという試みをしたことがある。その時にカラツィオラはアウトウニオンのエンジンを絶賛し、両者は「メルセデスのシャシーにアウトウニオンのエンジンを積んだ車こそ理想的なレーシングカーだ」という点は意見が一致した。しかし、カラツィオラは「フロントエンジン」であることが条件だとした。
レースごとの車両の調整はエンジニアやメカニックに任せており、この点でも、ウーレンハウトやメカニックたちと話し合って進める異色なラングや、正確な技術的フィードバックを行うことも可能だったシーマンのような、若いチームメイトたちとは異なっていた。

## ライバルたちとの関係
- ルイ・シロン

カラツィオラの親友であり、当時のドライバーたちはサーキット外では仲が良かったといっても、往々にして内心では敵対心にあふれていたものだったが、そんな中でもカラツィオラとシロンの関係には真の友情があったとされる。カラツィオラは自伝で当時の「偉大なドライバー」を列記するにあたってシロンを筆頭に挙げている。
- ベルント・ローゼマイヤー

10歳年少のベルント・ローゼマイヤーはカラツィオラにとっては自分を王座から引きずり下ろそうとする新しい世代のドライバーであり、カラツィオラは自らの地位を守るための戦いを行う。ローゼマイヤーが頭角を現したのは、1935年6月のアイフェルレンネンである。このレースの前半はローゼマイヤーが首位を走り続け、カラツィオラは数周に渡って後ろからその様子を観察して、車体後部をバイクのように滑らせる独特なコーナリングなどから、この新人が天性の才能を持っていることに気付いた。ローゼマイヤーとアウトウニオンは勝利を確信していたが、カラツィオラはこの新人がゴール手前200メートルの地点でいつもミスを犯していることに気付いており、それを利用してファイナルラップの最後に逆転してローゼマイヤーから初優勝を奪い取った。その晩の祝勝会で、カラツィオラはローゼマイヤーに「やあ、君は良く走ったよ。だけど、こんどはサーキットをただくるくる回るのはやめたほうがいいんじゃないかな。頭を使えということだよ」と言って、一本のカクテル棒を押し付けた。
翌1936年のスイスグランプリで、この二人は位置を違えて再び首位争いを演じた。この年のW25ショートカーは戦闘力に欠けた車両であり、カラツィオラには苦しい戦いとなり、5周に渡ってローゼマイヤーを抑えたが、走路妨害同然のブロックとなり、とうとう青旗まで掲示されてしまう。結局、カラツィオラはリタイアに終わり、このレースで優勝したローゼマイヤーはこの年のヨーロッパ・ドライバーズチャンピオンとなった。その祝勝会の席上、ローゼマイヤーはカラツィオラに前年に押し付けられたカクテル棒を返すとともに、カラツィオラに言われた言葉もそっくりそのまま返して前年の屈辱を晴らした。
カラツィオラとローゼマイヤーの遺恨は長くは残らず、1937年にカラツィオラが再婚した際、同時期に結婚したローゼマイヤー夫妻が結婚祝いとして白鑞器の水差しを贈り、この時からカラツィオラとローゼマイヤーの間にあった敵対心はなくなってしまったと言われている。それも束の間のことで、翌年1月、ローゼマイヤーは速度記録挑戦中の事故で死去し、カラツィオラはライバルの一人を失うことになる。
同時期の若手として後述するラングやシーマンもいるが、後年、カラツィオラは当時の若いドライバーたちの中でローゼマイヤーが最も大胆不敵だったと語り、疑いもなく天才だったと評している。
- ヘルマン・ラング

カラツィオラはメルセデスチームのチームメイトとして、他にもマンフレート・フォン・ブラウヒッチュ、リチャード・シーマンという優れたドライバーたちと組むことになるが、カラツィオラが最も脅威に感じ、敵対心を燃やしたのは1935年にチームに加入したヘルマン・ラングだった。ラングは徐々に力を付け、1937年に序盤の非選手権で連勝したことで、カラツィオラは警戒するようになり、1938年にはカラツィオラはラングに対して恐怖に近いほどの強い警戒心を持つことになる。
ラングとの関係にはドイツに根深く残っていた階級意識による側面もあり、ホテル経営一家という中産階級（ブルジョワジー）出身のカラツィオラにとって、労働者階級（プロレタリアート）出身のラングには差別意識があり、チームメイトとしても仲は良くなかった。
ラングのほうも敵対心を向けられたことで1939年はカラツィオラと反目したが、そんな中でもラングはカラツィオラへの尊敬の念を失うことはなかった。1939年トリポリグランプリでラングはカラツィオラのことを一度は周回遅れにしたが、尊敬するカラツィオラに屈辱を与えることは本意ではなかったため、速度を落としてカラツィオラを前に出し同一周回に戻してゴールさせた。

## 人物
親しい者たちからは「ルディ」と、ドイツ人ファンたちからは「カラッチ」（Caratsch、Karratsch）と呼ばれた。
寡黙な性格であることに加えて、1933年の事故以降はますますむっつりと黙りこんでいることが多くなり、周囲からは横柄で気取った人物と思われていた。
戦前期の偉大なドライバーだとされているが、カラツィオラ自身は、自身や他の偉大なドライバーたちの多くがそうである「ワークスドライバー」という存在を自動車会社という大きな組織の一員に過ぎないと規定していた。優勝への必要条件はまず自動車会社のほうが満たしている必要があり、そのためには高度に研ぎ澄まされた頭脳を持つ技術者たち、作業を正確にこなすメカニックたち、レースに敗れてもなおレースを続けられるだけの財政的な力といった要素が不可欠だと考えていた。ドライバーについては、冷たいテクニックばかりでレースに対する情熱のない人は自動車レースで大成しないと考えていて、自分の全てを賭け、他の全てをあきらめられるドライバーだけが優勝できるものだと述べている。
チームメイトのブラウヒッチュやファジオーリが気分屋でチームオーダーを破ることもよくあったのに対し、カラツィオラは気分によって本領を発揮したりしなかったりするようなところはなく、規律にも従順に従った。
1930年代当時のドイツ人トップドライバーの一人として、ナチス政権に利用されることは避けられなかったが、ハンス・シュトゥックとは異なり、カラツィオラ本人は彼らと利益を享受することは固辞し、ナチス政権のためには最低限の職務をこなすことに徹した。

### 家族

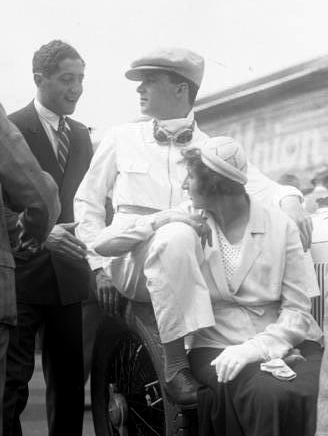
カラツィオラとシャルリー（1931年）

カラツィオラの父オットー・マクシミリアンはカラツィオラが学校を卒業した頃（1915年）に亡くなり、ホテル業は6歳年長の兄オットーが受け継いだ。
最初の妻で「シャルリー」の愛称で知られるシャルロッテ・リーセン（Charlotte Liesen）は、ベルリンでレストランを経営する資産家の娘である。カラツィオラがダイムラーのドレスデン支店で働いていた頃に知り合い、1926年ドイツグランプリの優勝を機に1927年1月に結婚した。交渉ごとはシャルリーのほうが長けていたことから、夫とダイムラー・ベンツとの契約についてノイバウアーを相手にシャルリーが契約交渉をすることもあったという。その後、上述の経緯でシャルリーとは1934年に死別した。
二番目の妻となるアリス・ホフマン・トロベック（Alice Hoffman-Trobeck）は、シャルリーを失ったカラツィオラが立ち直るのをシロンとともに助け、その後、1937年6月にカラツィオラと結婚した。カラツィオラはアリスに二度求婚したが断られ、三度目で、三角関係にあったシロンからの祝福を二人で乞うことを条件として、結婚の申し出が受け入れられた。この結婚の立会人は後にダイムラー・ベンツの取締役会会長となるヴィルヘルム・ハスペルらが務めた。
シャルリーとアリスのどちらもストップウオッチの扱いに慣れており、シャルリーはカラツィオラがプライベーターとして参戦していた1931年にチームの計時係（タイムキーパー）を担当し、アリスもメルセデスチームの計時係を担当していたことがある。

### 自動車販売
カラツィオラは自動車販売に何度か手を出したことがある。
最初は、ダイムラーに入る以前、ドルトムントに移り住むことになりファフニール工場の代理店を始めた1923年春のことである。この時はさっぱり商売にならず、1台だけ自動車を売ったものの、当時のインフレを考慮せず現金で売ったため、受け取った代金の価値は納車する頃にはクラクションと2つのヘッドライトを買える程度の価値に下がっていた。以降はアメリカドルでしか取引しないことを決めたが、無論そんな条件で買う客などいるはずはなかった。カラツィオラはこの商売に見切りをつけ、ダイムラーに就職することとなる。
その後、カラツィオラは1926年ドイツグランプリの優勝で得た賞金17,000ライヒスマルクという大金を元手に、メルセデス・ベンツの販売店を開設した。この店舗は1927年1月にベルリン有数のショッピングストリートであるクアフュルステンダムに設けられたもので、経営は好調を維持していたが、世界恐慌の影響を受け、1930年に閉鎖した。同時に、そのことを機にスイスに転居した。
1933年に足を複雑骨折した際、また車を売るビジネスマンになることが頭をよぎったが、自分にとってはレースを走ることにこそ価値があると考え、商売を再開することはしなかった。

## 栄典
- 1998年 - 米国・国際モータースポーツ殿堂